# 多田明弘

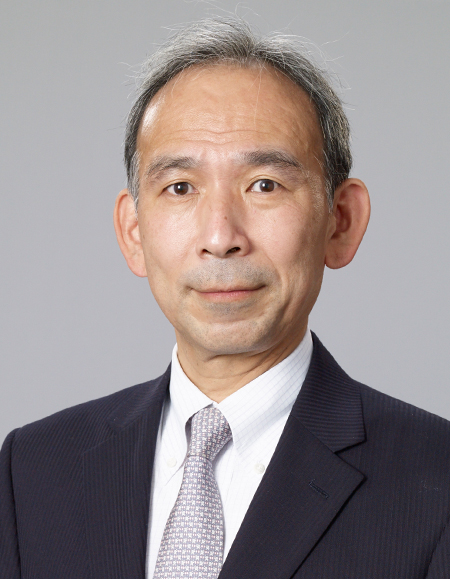

多田 明弘（ただ あきひろ、1963年2月8日 - ）は、日本の経済産業官僚。経済産業事務次官などを務めた。

## 人物
東京生まれ。1986年、東京大学法学部卒業後、通商産業省(現経済産業省)入省。
内閣府政策統括官 (経済財政運営担当)  や、経済産業省大臣官房長を経て、2021年より経済産業事務次官。

## 職歴
- 1986年 - 通商産業省入省
- 1986年 - 中小企業庁長官官房総務課
- 1988年 - 通商産業省生活産業局繊維製品課
- 1989年 - 通商産業省立地公害局立地政策課
- 1991年 - ジョンズ・ホプキンス大学高等国際研究大学院留学
- 1992年 - 工業技術院総務部技術企画課
- 1993年 - 工業技術院総務部国際研究協力企画官付
- 1994年 - 資源エネルギー庁公益事業部ガス事業課
- 1996年 - 通商産業省産業政策局総務課
- 1997年 - 通商産業省産業政策局産業構造課
- 1999年 - 通商産業省機械情報産業局総務課 (法令審査委員)
- 2001年 - 経済産業省大臣官房秘書課
- 2002年 - 経済産業省大臣官房人事企画官
- 2004年 - 日本貿易振興機構ニューヨーク・センター次長
- 2006年 - 経済産業省産業技術環境局環境政策課長
- 2007年 - 経済産業省大臣官房政策評価広報課長
- 2007年 - 経済産業大臣秘書官事務取扱
- 2009年 - 中小企業庁事業環境部金融課長
- 2011年 - 経済産業省商務情報政策局情報政策課長
- 2012年 - 経済産業省経済産業政策局経済産業政策課長
- 2013年 - 経済産業省大臣官房総務課長
- 2014年 - 経済産業省大臣官房審議官（大臣官房担当）
- 2014年 - 経済産業省大臣官房政策評価審議官
- 2015年 - 資源エネルギー庁電力・ガス事業部長
- 2016年 - 資源エネルギー庁次長兼内閣府大臣官房審議官（科学技術・イノベーション担当）兼内閣府原子力損害賠償支援機構担当室次長
- 2017年 - 経済産業省製造産業局長
- 2018年 - 内閣府政策統括官（経済財政運営担当）
- 2020年 - 経済産業省大臣官房長
- 2021年 - 経済産業事務次官
- 2023年 - 退任、日本バスケットボール協会理事、日本生命保険特別顧問、三井住友信託銀行顧問[6]
- 2024年 - デロイトトーマツリスクアドバイザリー顧問[6]